# لوك أوديا
لوك أوديا (بالإنجليزية: Luke O'Dea)‏ (14 أبريل 1993 في أستراليا - ) هو لاعب كرة قدم أسترالي في مركز الوسط. شارك مع منتخب أستراليا تحت 20 سنة لكرة القدم. أما مع النوادي، فقد لعب مع نادي ملبورن سيتي ونادي ملبورن فيكتوري وBentleigh Greens SC ‏ وFFV NTC ‏.

## وصلات خارجية
- لوك أوديا على موقع قاعدة بيانات كرة القدم.إي يو (الإنجليزية)